# Jean-Jacques Weiss
Jean-Jacques Weiss, född den 19 november 1827 i Bayonne, död den 21 maj 1891 i Fontainebleau, var en fransk tidningsman.
Weiss erhöll filosofisk grad i Paris 1855, blev 1856 professor i franska litteraturen vid fakulteten i Aix och 1858 professor i historia i Dijon, men lämnade denna verksamhet 1860 och inträdde i redaktionen av tidningen Journal des débats i Paris. År 1867 uppsatte Weiss i förening med Édouard Hervé den liberala oppositionstidningen Journal de Paris.
Han kallades i januari 1870 av Émile Ollivier till medlem av conseil d'état, men måste efter kejsardömets fall samma år återgå till journalistyrket. Av nationalförsamlingen valdes han 1873 ånyo till conseiller d'état, men avsattes 1879, efter att han anfallit republiken i tidningen Journal de Paris. Under Gambettas kortvariga ministär 1881–1882 var Weiss direktör för politiska avdelningen i utrikesministeriet.
Sina sista år var han bibliotekarie i Fontainebleau. Weiss skrev artiklar i Revue des deux Mondes med flera tidskrifter och utgav Essais sur l'histoire de la litterature française (1865); postumt utgavs Le drame historique et le drame passionnel (1894). Han får följande omdöme i Nordisk familjebok: "Han var en fyndig polemiker, särskildt stark i ironien."